# Strohreihe
Die Strohreihe ist ein denkmalgeschütztes Wohnhaus im zur Stadt Templin gehörenden Dorf Annenwalde in Brandenburg.
Das Gebäude befindet sich an der Adresse Annenwalde 31–34 im Ortszentrum von Annenwalde westlich der Dorfkirche Annenwalde.
Es entstand in der Zeit ab 1754 unmittelbar mit der Gründung Annenwaldes als Gutsarbeiter-Reihenhaus. Das langgestreckte eingeschossige Fachwerkhaus ist traufständig zur Straße hin angeordnet. Bedeckt ist das Gebäude mit einem Satteldach.

## Einzelnachweis
1. ↑  Eintrag zur Denkmalobjektnummer 09130418 in der Denkmaldatenbank des Landes Brandenburg